# Moringua abbreviata
Espèce
Moringua abbreviata est une espèce de poissons téléostéens serpentiformes.